# Kathleen Wrasama
Kathleen Wrasama (parfois écrit Kathleen Warsama ) est une organisatrice communautaire britannique d'origine éthiopienne. Enfant, elle déménage en Angleterre et devient membre fondatrice de la Stepney Coloured Peoples Association, une organisation qui travaille à améliorer les relations communautaires, l'éducation et le logement des Noirs. En 2018, elle est citée par le journal The Voice comme l'une des huit femmes noires - aux côtés d'Olive Morris, Connie Mark, Fanny Eaton, Diane Abbott, Lilian Bader, Margaret Busby et Mary Seacole - qui ont contribué à changer l'histoire britannique, bien qu'il y ait peu de documentation sur sa vie.

## Biographie
Wrasama est emmenée en Angleterre alors qu'elle est enfant, en 1917, par des missionnaires de l'église,. Les expériences qu'elle subit en vivant dans un foyer pour enfants dans le Yorkshire la poussent à s'enfuir et elle trouve du travail comme ouvrière agricole. S'installant à Londres dans les années 1930, elle travaille comme figurante dans les films de Paul Robeson. Elle et son mari établissent ensuite une mission de marins somaliens à Stepney et, dans les années 1950, elle est membre fondatrice de la Stepney Coloured People's Association, qui s'engage à améliorer les relations communautaires, ainsi que l'éducation et le logement des Noirs. Elle raconte sa vie dans l'East End de Londres dans une interview pour le documentaire de la BBC de 1982 Surviving: Experience of Migration and Exile. Elle a ensuite été invitée à visiter une école, où elle a parlé de ses premières années et de ses expériences de racisme.